# Галльєра-Венета
Галльєра-Венета, Ґалльєра-Венета (італ. Galliera Veneta, вен. Galiera Veneta) — муніципалітет в Італії, у регіоні Венето, провінція Падуя.
Галльєра-Венета розташована на відстані близько 430 км на північ від Рима, 50 км на північний захід від Венеції, 30 км на північ від Падуї.
Населення — 7105 осіб (2014).
Щорічний фестиваль відбувається 22 липня. Покровитель — Santa Maria Maddalena.

## Демографія
Населення за роками:

Станом на 1 січня 2023 року в муніципалітеті офіційно проживали 704 іноземці з 39 країн, серед них 272 громадяни країн Євросоюзу та 22 громадяни України.

## Сусідні муніципалітети
- Читтаделла
- Лорія
- Россано-Венето
- Сан-Мартіно-ді-Лупарі
- Томболо